# Gran Premi de Portugal de motociclisme
El Gran Premi de Portugal de motociclisme és un esdeveniment esportiu que es disputa anualment al Circuit de l'Algarve, dins del calendari del Campionat del món de motociclisme.
L'esdeveniment es disputà inicialment al circuit espanyol del Jarama el 1987 i passà a Portugal el 2000, un cop el circuit d'Estoril fou homologat per a curses internacionals de motociclisme. Des d'aleshores i fins al 2012, el Gran Premi es mantingué en aquell equipament. Després d'uns anys en què no es convocà, l'esdeveniment tornà al calendari del campionat la temporada del 2020, en aquest cas a un altre circuit, l'Autódromo Internacional do Algarve.
A 25 d'abril de 2025

## Noms oficials i patrocinadors
- 1987: Gran Premio Marlboro de Portugal (només de nom, ja que l'esdeveniment es va celebrar al Jarama, Espanya)
- 2000–2004: Grande Prémio Marlboro de Portugal
- 2005: betandwin.com Grande Prémio Portugal
- 2006–2009: bwin.com Grande Prémio de Portugal[1]
- 2010–2011: bwin Grande Prémio de Portugal[2]
- 2012: Grande Prémio de Portugal (no official sponsor)[3]
- 2020: Grande Prémio MEO de Portugal[4]
- 2021: Grande Prémio 888 de Portugal[5]
- 2022–2024: Grande Prémio Tissot de Portugal[6]
- 2025: Qatar Airways Grande Prémio de Portugal

## Circuits emprats antigament

Circuito del Jarama, emprat el 1987.
Autódromo do Estoril, emprat de 2000 a 2012.

## Guanyadors múltiples

### Pilots
| # Victòries | Pilot            | Victòries | Victòries              |
| # Victòries | Pilot            | Categoria | Anys                   |
| ----------- | ---------------- | --------- | ---------------------- |
| 5           | Valentino Rossi  | MotoGP    | 2002, 2003, 2004, 2007 |
| 5           | Valentino Rossi  | 500cc     | 2001                   |
| 3           | Toni Elías       | MotoGP    | 2006                   |
| 3           | Toni Elías       | 250cc     | 2003, 2004             |
| 3           | Álvaro Bautista  | 250cc     | 2007, 2008             |
| 3           | Álvaro Bautista  | 125cc     | 2006                   |
| 3           | Jorge Lorenzo    | MotoGP    | 2008, 2009, 2010       |
| 2           | Daijiro Kato     | 250cc     | 2000, 2001             |
| 2           | Stefan Bradl     | Moto2     | 2010, 2011             |
| 2           | Casey Stoner     | MotoGP    | 2012                   |
| 2           | Casey Stoner     | 250cc     | 2005                   |
| 2           | Marc Márquez     | Moto2     | 2012                   |
| 2           | Marc Márquez     | 125cc     | 2010                   |
| 2           | Raúl Fernández   | Moto2     | 2021                   |
| 2           | Raúl Fernández   | Moto3     | 2020                   |
| 2           | Fabio Quartararo | MotoGP    | 2021, 2022             |
| 2           | Pedro Acosta     | Moto2     | 2023                   |
| 2           | Pedro Acosta     | Moto3     | 2021                   |
| 2           | Daniel Holgado   | Moto3     | 2023, 2024             |

### Constructors
| # Victòries | Constructor | Victòries | Victòries                                |
| # Victòries | Constructor | Categoria | Anys                                     |
| ----------- | ----------- | --------- | ---------------------------------------- |
| 13          | Honda       | MotoGP    | 2002, 2003, 2005, 2006, 2011, 2012       |
| 13          | Honda       | 500cc     | 2001                                     |
| 13          | Honda       | 250cc     | 1987, 2000, 2001, 2004, 2006             |
| 13          | Honda       | 125cc     | 2000                                     |
| 12          | Aprilia     | 250cc     | 2002, 2003, 2005, 2007, 2008             |
| 12          | Aprilia     | 125cc     | 2002, 2003, 2004, 2006, 2007, 2008, 2011 |
| 9           | Yamaha      | MotoGP    | 2004, 2007, 2008, 2009, 2010, 2021, 2022 |
| 9           | Yamaha      | 500cc     | 1987, 2000                               |
| 6           | KTM         | MotoGP    | 2020                                     |
| 6           | KTM         | Moto3     | 2012, 2020, 2021, 2023                   |
| 6           | KTM         | 125cc     | 2005                                     |
| 6           | Kalex       | Moto2     | 2011, 2020, 2021, 2022, 2023, 2024       |
| 4           | Ducati      | MotoGP    | 2023, 2024                               |
| 4           | Ducati      | MotoE     | 2024 Cursa 1, 2024 Cursa 2               |
| 3           | Derbi       | 125cc     | 2009, 2010                               |
| 3           | Derbi       | 80cc      | 1987                                     |
| 2           | Gilera      | 250cc     | 2009                                     |
| 2           | Gilera      | 125cc     | 2001                                     |
| 2           | Suter       | Moto2     | 2010, 2012                               |
| 2           | Gas Gas     | Moto3     | 2022, 2024                               |

## Guanyadors per any

### 2000 - Actualitat
| Any  | Circuit | MotoE             | MotoE   | MotoE          | MotoE   | Moto3          | Moto3   | Moto2      | Moto2 | MotoGP       | MotoGP | Detalls |
| Any  | Circuit | Cursa 1           | Cursa 1 | Cursa 2        | Cursa 2 | Moto3          | Moto3   | Moto2      | Moto2 | MotoGP       | MotoGP | Detalls |
| Any  | Circuit | Pilot             | Moto    | Pilot          | Moto    | Pilot          | Moto    | Pilot      | Moto  | Pilot        | Moto   | Detalls |
| ---- | ------- | ----------------- | ------- | -------------- | ------- | -------------- | ------- | ---------- | ----- | ------------ | ------ | ------- |
| 2024 | Algarve | Nicholas Spinelli | Ducati  | Mattia Casadei | Ducati  | Daniel Holgado | Gas Gas | Arón Canet | Kalex | Jorge Martín | Ducati | Detalls |

| Any  | Circuit | Moto3           | Moto3   | Moto2            | Moto2   | MotoGP            | MotoGP | Detalls |
| Any  | Circuit | Pilot           | Moto    | Pilot            | Moto    | Pilot             | Moto   | Detalls |
| ---- | ------- | --------------- | ------- | ---------------- | ------- | ----------------- | ------ | ------- |
| 2023 | Algarve | Daniel Holgado  | KTM     | Pedro Acosta     | Kalex   | Francesco Bagnaia | Ducati | Detalls |
| 2022 | Algarve | Sergio García   | Gas Gas | Joe Roberts      | Kalex   | Fabio Quartararo  | Yamaha | Detalls |
| 2021 | Algarve | Pedro Acosta    | KTM     | Raúl Fernández   | Kalex   | Fabio Quartararo  | Yamaha | Detalls |
| 2020 | Algarve | Raúl Fernández  | KTM     | Remy Gardner     | Kalex   | Miguel Oliveira   | KTM    | Detalls |
| 2012 | Estoril | Sandro Cortese  | KTM     | Marc Márquez     | Suter   | Casey Stoner      | Honda  | Detalls |
|      |         | 125 cc          | 125 cc  | Moto2            | Moto2   | MotoGP            | MotoGP |         |
| 2011 | Estoril | Nico Terol      | Aprilia | Stefan Bradl     | Kalex   | Dani Pedrosa      | Honda  | Detalls |
| 2010 | Estoril | Marc Márquez    | Derbi   | Stefan Bradl     | Suter   | Jorge Lorenzo     | Yamaha | Detalls |
|      |         | 125 cc          | 125 cc  | 250 cc           | 250 cc  | MotoGP            | MotoGP |         |
| 2009 | Estoril | Pol Espargaró   | Derbi   | Marco Simoncelli | Gilera  | Jorge Lorenzo     | Yamaha | Detalls |
| 2008 | Estoril | Simone Corsi    | Aprilia | Alvaro Bautista  | Aprilia | Jorge Lorenzo     | Yamaha | Detalls |
| 2007 | Estoril | Héctor Faubel   | Aprilia | Alvaro Bautista  | Aprilia | Valentino Rossi   | Yamaha | Detalls |
| 2006 | Estoril | Álvaro Bautista | Aprilia | Andrea Dovizioso | Honda   | Toni Elías        | Honda  | Detalls |
| 2005 | Estoril | Mika Kallio     | KTM     | Casey Stoner     | Aprilia | Alex Barros       | Honda  | Detalls |
| 2004 | Estoril | Héctor Barberá  | Aprilia | Toni Elías       | Honda   | Valentino Rossi   | Yamaha | Detalls |
| 2003 | Estoril | Pablo Nieto     | Aprilia | Toni Elías       | Aprilia | Valentino Rossi   | Honda  | Detalls |
| 2002 | Estoril | Arnaud Vincent  | Aprilia | Fonsi Nieto      | Aprilia | Valentino Rossi   | Honda  | Detalls |
|      |         | 125 cc          | 125 cc  | 250 cc           | 250 cc  | 500 cc            | 500 cc |         |
| 2001 | Estoril | Manuel Poggiali | Gilera  | Daijiro Kato     | Honda   | Valentino Rossi   | Honda  | Detalls |
| 2000 | Estoril | Emili Alzamora  | Honda   | Daijiro Kato     | Honda   | Garry McCoy       | Yamaha | Detalls |

### 1987
| Any  | Circuit | 80 cc          | 80 cc | 125 cc       | 125 cc | 250 cc     | 250 cc | 500 cc       | 500 cc | Detalls |
| Any  | Circuit | Pilot          | Moto  | Pilot        | Moto   | Pilot      | Moto   | Pilot        | Moto   | Detalls |
| ---- | ------- | -------------- | ----- | ------------ | ------ | ---------- | ------ | ------------ | ------ | ------- |
| 1987 | Jarama  | Jorge Martínez | Derbi | Paolo Casoli | MBA    | Anton Mang | Honda  | Eddie Lawson | Yamaha | Detalls |